# Alexander Koch
Alexander Koch (Detroit, 24 de fevereiro de 1988) é um ator norte-americano, mais conhecido por interpretar Junior Rennie em Under the Dome.

## Biografia
Alexander Koch (pronuncia-se: "coke") nasceu e foi criado em Detroit, Michigan, filho de Joseph e Joya Koch. Ele tem duas irmãs mais velhas, Ashleigh e Michelle. Ele tem ascendência italiana, alemã e libanesa. Seu pai é o falecido Joseph Koch, assistente de promotoria do Condado de Wayne, e um advogado talentoso que assumiu alguns dos casos criminosos mais notórios de Detroit no tribunal. "Era uma espécie de minha primeira introdução a atuar, porque eu ia para o tribunal com ele e o assistia trabalhar", lembra Koch de seu pai, que morreu em 2001. "Quando ele estava apresentando casos e papelaria, era quase como se ele estivesse fazendo monólogos.
Alexander graduou-se na "Grosse Pointe South High School", em 2006. Ele foi fortemente envolvido em produções teatrais do ensino médio e da comunidade. Frequentou a "The Theatre School at DePaul University" e mergulhou em produções como A Lie of the Mind, Hair, Intimate Apparel, Normal, Assassins e Reefer Madness: The Musical. Em 2012, recebeu seu BFA em atuação.
Em 2011, fez sua estreia no cinema com o curta-metragem independente The Ghosts, de Eddie O'Keefe. Em setembro de 2012, mudou-se para Los Angeles e fez muitos testes para filmes mas não estava recebendo uma chamada de volta. Então Under the Dome veio e ele foi fazer o teste para Junior: "As duas diretoras de elenco lutaram por mim e após o mais longo dia da minha vida em espera, eu fui lançado em 15 de janeiro". Alexander diz ser um grande fã dos contos de Stephen King, e admirador do trabalho de Jack Nicholson em O Iluminado. Em seu tempo livre gosta de escrever, se envolver com instrumentos musicais como violão e colecionar discos de vinil. Também gosta de trabalhar com música e imagens ao atuar.

## Filmografia

### Televisão
| Ano       | Título              | Papel                 | Notas                      |
| --------- | ------------------- | --------------------- | -------------------------- |
| 2012      | Underemployed       | ...                   | Episódio 5                 |
| 2013–2015 | Under the Dome      | James "Junior" Rennie | Elenco Principal           |
| 2017      | Parked              | Mark                  | Tele filme                 |
| 2018      | Sorry for Your Loss | Nicholas Schwaback    | Episódio: "I Want a Party" |
| 2019      | The Code            | Bard                  | Episódios 3                |
| 2020      | Lucifer             | Pete Daily            | Episódio 6 a 8             |

### Cinema
| Ano  | Título          | Papel   | Notas          |
| ---- | --------------- | ------- | -------------- |
| 2008 | Brüder im Herrn | Mark    | Curta-metragem |
| 2011 | The Ghosts      | Frank   | Curta-metragem |
| 2011 | Winter          | Charlie | Curta-metragem |
| 2016 | Always Shine    | Matt    |                |
| 2017 | Maya Dardel     | Paul    |                |
| 2018 | Big Fork        | Kipton  |                |
| 2020 | Black Bear      | Mike    |                |
| 2020 | Sightless       | Clayton |                |